# Церера (карликова планета)
Цере́ра (лат. Ceres, символ: ) — карликова планета в поясі астероїдів, в середині Сонячної системи. Це найближча до Землі карликова планета, вона часом наближається на відстань 263 млн км. Відкрита 1 січня 1801 року італійським астрономом Джузеппе Піацці в астрономічній обсерваторії в місті Палермо. Це була перша відкрита карликова планета і перший об'єкт, знайдений у поясі астероїдів.
За діаметром близько 952 км. Церера є найбільшим і наймасивнішим тілом у поясі астероїдів, за розміром перевершує багато великих супутників планет-гігантів та містить майже третину (32 %) загальної маси поясу. Вона має кулясту форму, на відміну від більшості інших малих тіл, які мають неправильну форму через низьку гравітацію. Церера стала одною з двох карликових планет, які досліджувала космічна місія NASA «Dawn». Цей космічний апарат склав детальну мапу поверхності Церери, а також зробив важливі відкриття щодо її геології — на цьому гігантському астероїді цілком можливе існування підземних океанів солоної води.
Видима зоряна величина Церери становить 6,64m — 9,34m. Стандартна зоряна величина — 3,34m.

## Історія відкриття
У 1772 році німецький астроном Йоганн Елерт Боде, посилаючись на Йоганна Даніеля Тіциуса, опублікував формулу, пізніше відому як правило Тіциуса—Боде, яка, передбачала орбіти відомих планет, за винятком непоясненого пропуску між Марсом та Юпітером. Ця формула передбачила, що повинна існувати інша планета з радіусом орбіти близько 2.8 астрономічних одиниць (а.о.) або 420 мільйонів кілометрів, від Сонця. Правило Тіциуса-Боде набуло більшої довіри після того, як у 1781 році Вільям Гершель відкрив Уран поблизу передбачуваної відстані за цим правилом, за Сатурном. 1800 року група на чолі з Францем Ксавером фон Цахом, редактором німецького астрономічного журналу Monatliche Correspondenz (укр. Щомісячне листування), надіслала запити двадцяти чотирьом досвідченим астрономам, яких він назвав «зоряною полвцією», з проханням об'єднати зусилля й почати методичний пошук очікуваної планети. Хоча вони не відкрили Цереру, згодом, із приблизно таким же орбітальним радіусом вони знайшли астероїди Палладу, Юнону і Весту.

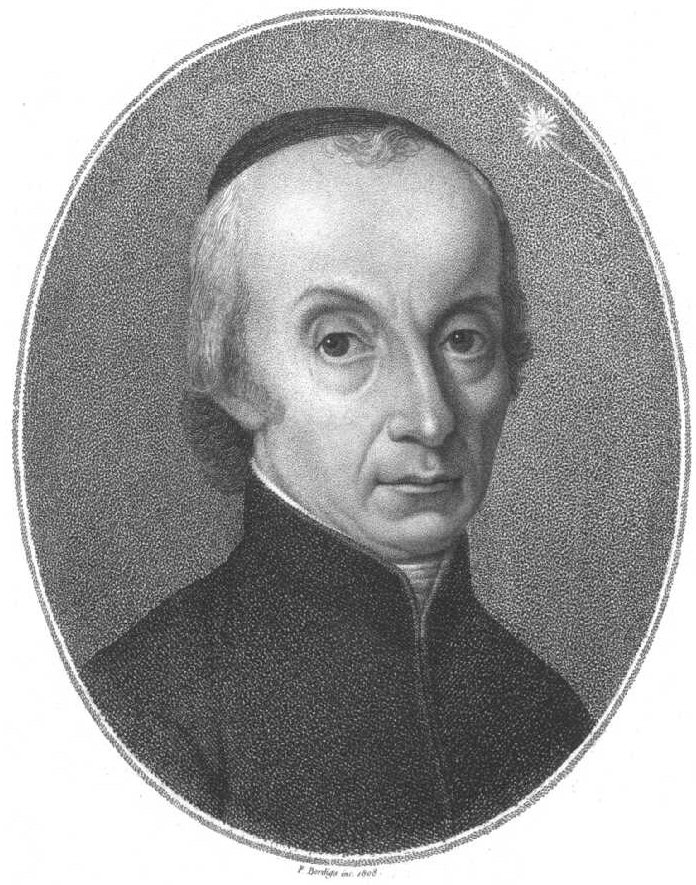
Джузеппе Піацці

Одним із астрономів, обраних для пошуку, був Джузеппе Піацці, католицький священик та італійський астроном з академії міста Палермо, Сицилія. Однак Піацці відкрив Цереру ще до того, як отримав запрошення приєднатися до групи. Піацці вже багато років вів спостереження положень зір для складання зоряного каталогу. 1 січня 1801 року Піацці виявив у сузір'ї Близнят слабку зорю (~7m), якої чомусь не було ні в його власному каталозі, ні в каталозі Християна Маєра, що був у розпорядженні Піацці. Наступного вечора виявилося, що зоря має трохи не ті координати, що напередодні: вона зсунулася на 4" за прямим піднесенням і на 3,5" за схиленням. На третю ніч з'ясувалося, що помилки немає, і що зоря повільно пересувається небосхилом. Піацці стежив за дивною зорею шість тижнів. Він не помітив ні диска, який мав бути у планети, ні туманного виду, характерного для комет, хоча спочатку він і сприйняв її за комету. Він повідомив про своє відкриття 24 січня у листах до свої колег-астрономів, зокрема і Йоганну Боде, який був в Берліні.
Потім спостереження було перервано хворобою Піацці. Повернувшись до спостережень, він вже не зміг знайти Цереру, як надалі була названа нова планета. Видиме положення Церери змінилося (головним чином через рух Землі навколо Сонця) і було занадто близько до відблисків Сонця, щоб інші астрономи могли підтвердити спостереження Піацці.
У той час Карл Фрідріх Гаус, якому було тоді 24 роки, розробляв методи обробки астрономічних спостережень. Він спробував визначити еліптичну орбіту нової планети розробленим ним методом (за трьома спостереженнями). Піацці встиг проспостерігати Цереру 24 рази. Таким чином, Гаус визначив, що орбіта об'єкта лежить між орбітами Марса і Юпітера, і що велика піввісь її становить 2,8 а. о. Це і була планета, яку шукали відповідно до правила Тіциуса—Боде, за яким відстані планет від Сонця підпорядковуються певній залежності. Проте досить слабкий блиск Церери свідчив про те, що розмір цієї планети дуже малий (у порівнянні з іншими планетами Сонячної системи).
«Перевідкриття» Церери із підказкою, якою були розрахунки Гауса, зробив німецький астроном Ксавер фон Цах 31 грудня 1801 року, коли Церера на небесній сфері знов була достатньо далеко від Сонця, щоб її можна було спостерігати телескопом.

### Походження назви

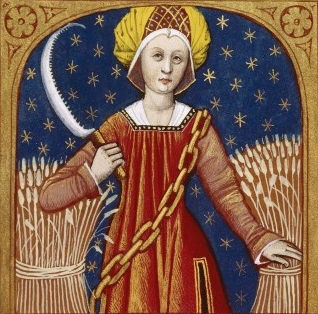
Церера, богиня землеробства, врожаю зерна та родючості (мініатюра XV—XVI століття)

Піацці пропонував назвати її «Церера Фердинанда», присвячуючи відкриття планети своєму королю, Фердинанду. Учитель Піацці Жозеф Лаланд пропонував назвати її ім'ям свого учня. Наполеон хотів назвати планету Юноною, як і німецький астроном Йоганн Боде. Але в підсумку збереглася назва «Церера» на честь прадавньої римської хтонічної богині продуктивних сил землі, зростання й дозрівання злаків, а також підземного світу, яка насилає на людей безумство. Церера також богиня материнства й шлюбу. Шанувалась як берегиня сільської громади, захисниця врожаю від грабіжників.
Відповідно було обрано й астрономічний символ Церери, що й досі використовується в астрології, — серп, адже серп був одним із класичних символів богині Церери.

## Орбіта та власне обертання

Орбіта Церери на фоні орбіт Землі, Марса та Юпітера

Орбіта Церери лежить між орбітами Марса і Юпітера, близько середини поясу астероїдів. Період обертання навколо Сонця — 4,6 року. Подібно до планетних орбіт вона слабкоеліптична (тобто, близька до кола: ексцентриситет — 0,08) і має помірний нахил до площини екліптики (10°). Велика піввісь орбіти становить 2,76 а.о., відстань у перигелії 2,54 а.о., в афелії — 2,98 а.о.
Церера не є частиною жодної сім'ї астероїдів, ймовірно, через велику частку льоду, менші тіла з таким самим складом давно б уже сублімувались повністю за час існування Сонячної системи. Колись вона вважалась членом сім'ї Ґефіон, члени якої мають схожі власні орбітальні елементи, що свідчить про спільне походження через зіткнення астероїда в минулому. Пізніше виявилося, що Церера має інший склад ніж астероїди цієї сім'ї. Скоріш за все вона є interloper, так як має схожі елементи орбіти, але інше походження.

### Орбітальні резонанси
Через невеликі маси та великі відстані між ними об'єкти в межах поясу астероїдів рідко потрапляють у гравітаційний резонанс один з одним. Тим не менш, Церера здатна захоплювати інші астероїди в тимчасовий резонанс 1:1 (роблячи їх тимчасовими троянами) на періоди від кількох сотень тисяч до понад двох мільйонів років. На 2012 рік становлено півсотні таких об'єктів.

### Власне обертання і нахил осі
Період власного обертання Церери (цереріанський день) становить 9 годин 4 хвилини. Невеликий кратер Kait на екваторі був вибраний для відліку нульового меридіану Орбітальний нахил Церери всього 4°, що робить можливим існування постійно затемнених кратерів на її полюсах, які, як очікується, можуть акумулювати водяний лід, як це відбувається на Місяці та Меркурії.

## Фізичні характеристики

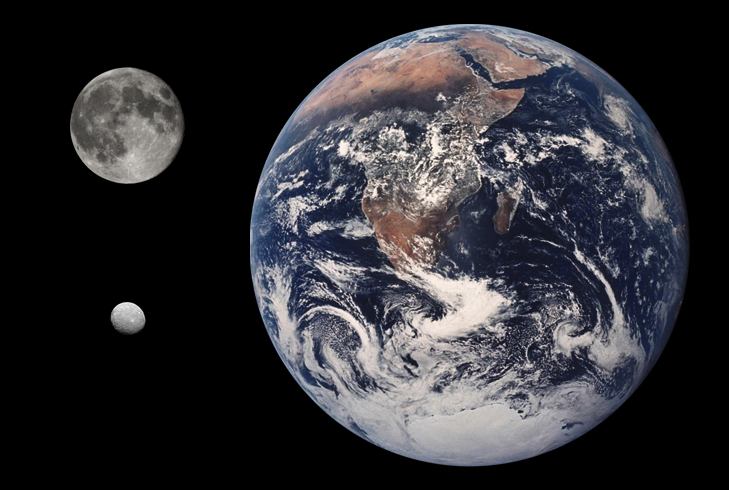
Порівняння розмірів Землі, Місяця та Церери

Церера має форму сфероїда розмірами 965×961×891 км, в середньому її діаметр менший за земний приблизно в 14 разів. Її маса становить 9,39×1020 кг, що становить майже третину всієї маси пояса астероїдів, але разом з тим поступається масі Землі більш ніж у 6000 разів. Для Церери характерно досить низьке альбедо, ~0.09 (проти 0.17 в Марса, 0.14 в Меркурія).

### Геологія
Значна маса Церери призвела до того, що під дією власної гравітації це небесне тіло набуло форми, близької до кулястої. Проте на цьому її еволюція не скінчилася і, на відміну від більшості астероїдів, на Церері почалася диференціація внутрішньої структури — важчі породи опускалися до центру, легші підіймалися до поверхні. Таким чином сформувалося кам'яне ядро й мантія з водяного льоду. Виходячи з низької густини Церери, вона містить значну кількість льоду, до 20-30 % за масою, що еквівалентно крижаній мантії товщиною 60-100 км. На початковому етапі існування ядро Церери могло розігріватися шляхом радіоактивного розпаду радіоактивних елементів в корі і, можливо, якась частина крижаної мантії перебувала в рідкому стані. З усього видно, що значна частина поверхні і зараз укрита льодом або якимось різновидом крижаного реголіту, який утворює навіть своєрідні крижані річки.
Цереру класифікують як астероїд C-типу (вуглецевий астероїд), а через присутність на ній глинистих мінералів — також як астероїд G-типу. Вона має схожий, але не ідентичний склад до вуглецевих хондритів.
Церера має одну виразну гору, якій дали назву Ахуна. Вона схожа на кріовулкан і має кілька кратерів, що свідчить про максимальний вік 240 мільйонів років. її відносно високе гравітаційне поле припускає, що вона щільна і, отже, складається більше з каменів, ніж з льоду, і що її утворення, ймовірно, пов'язане з діапіризмом суспензії із льоду та силікатних частинок із верхньої частини мантії.

### Особливості поверхні
На поверхні Церери помітно кілька світлих і темних структур (як виявилось потім, це кратери). Найяскравіша структура на честь першовідкривача Церери отримала назву «П'яцца». Спостереження в інфрачервоному діапазоні показали, що середня температура поверхні становить 167 °К (-106 °C), у перигелії вона може сягати 240 °К (-33 °C). Радіотелескопом Аресібо кілька разів проводилося дослідження Церери в радіодіапазоні. За характером відбивання радіохвиль встановлено, що поверхня Церери досить гладенька, мабуть, внаслідок високої еластичності крижаної мантії. Супутників у Церери не виявлено.
Нова мапа кольору карликової планети Церери, зроблена космічним апаратом НАСА Dawn, показує різноманітність поверхні цього небесного тіла. Відмінності в морфології та кольорі по всій поверхні вказують на те, що Церера колись була активним небесним тілом.

## Атмосфера
У 2017 році космічний апарат Dawn підтвердив, що Церера має тимчасову атмосферу з водяної пари. Натяк на присутність атмосфери з'явився ще в 2014 році, коли космічний телескоп Гершель задетектував локалізовані джерела водяної пари на середніх широтах, що мали в діаметрі не більше ніж 60 км і викидали приблизно 3 кг води за секунду. Ці дві потенційні області джерел, позначені як Piazzi (123°E, 21°N) та Region A (231°E, 23°N), були візуалізовані в ближньому інфрачервоному діапазоні як темні області (Region A також має яскравий центр) обсерваторією Кека. Можливі механізми вивільнення пари — це сублімація з приблизно 0,6 квадратних кілометрів відкритого поверхневого льоду, кріовулканічні виверження в результаті радіогенного внутрішнього тепла, або підвищення тиску в підповерхневому океані через потовщення верхнього шару льоду. У 2015 році Девід Джевітт включив Цереру до свого списку активних астероїдів. Поверхневий водяний лід нестабільний на відстані менше 5 астрономічних одиниць від Сонця, тому очікується, що він буде сублімувати під впливом прямого сонячного випромінювання. Водяний лід може мігрувати з глибинних шарів Церери на поверхню, але на поверхні вивільняється за короткий час. Вважається, що поверхнева сублімація льоду з поверхні є нижчою, коли Церера знаходиться далі від Сонця на своїй орбіті, а її орбітальна позиція не впливає на виділення льоду з глибин. Раніше доступні обмежені дані свідчать про сублімацію кометного типу, але дані зонду Dawn свідчать про те, що геологічна активність може бути принаймні частково відповідальною за сублімацію.
Дослідження з використанням детектора гамма-випромінювання та нейтронів зонду Dawn показують, що Церера прискорює електрони сонячного вітру; найбільш прийнятною гіпотезою є те, що ці електрони прискорюються зіткненнями між сонячним вітром і розрідженою екзосферою з водяної пари. Ударний фронт, подібний до цього, також можна пояснити транзієнтним магнітним полем, але це вважається менш імовірним, оскільки внутрішня частина Церери не вважається достатньо електропровідною.

## Дослідження

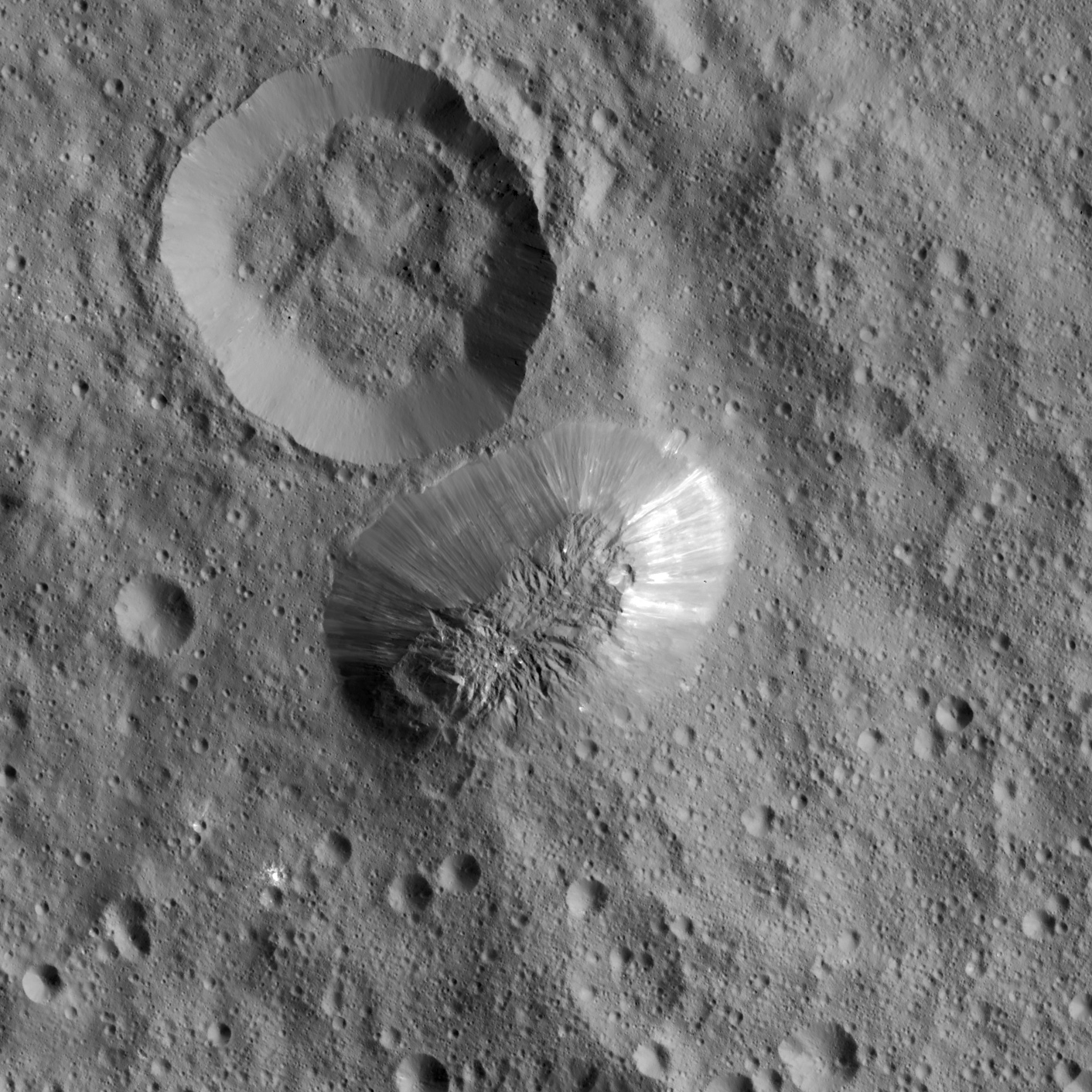
Гора Ахуна заввишки 4 км на Церері

На земному небосхилі Церера постає слабкою зорею 7-ї величини. Видимий диск Церери дуже малий, тому перші подробиці вдалося розгледіти тільки наприкінці XX сторіччя за допомогою орбітального телескопа «Габбл». До 2015 року єдиним способом вивчення Церери залишалися телескопічні спостереження. Регулярно проводилися кампанії зі спостереження покриттів зір Церерою, по збуреннях у русі сусідніх астероїдів і Марса уточнювалася її маса.
У січні 2014 було повідомлено про знаходження згустків водяної пари навколо Церери за допомогою інфрачервоного телескопа Гершель. Таким чином, Церера стала четвертим тілом Сонячної системи, на якому зафіксована водна активність (після Землі, Енцелада і Європи, гейзери на якій були відкриті трохи раніше, наприкінці 2013 року).
20 квітня 2014 марсохід К'юріосіті зробив перші в історії знімки астероїдів, на яких видно і Цереру, з поверхні Марса.

### Місія Dawn
Якісно новим етапом у вивченні Церери стала місія АМС Dawn (NASA), який запущено 27 вересня 2007. У 2011 році «Dawn» вийшов на орбіту навколо Вести, а після року на її орбіті полетів до Церери. 13 січня 2015 «Dawn» зробив перші докладні знімки поверхні Церери. 6 березня 2015 року апарат вийшов на орбіту Церери для вивчення її протягом наступних 16 місяців. Вивчення Церери цим апаратом дозволило краще зрозуміти історію Сонячної системи. За час роботи на орбіті Dawn зробив фотозйомку поверхні карликової планети, що дало змогу створити першу високоточну карту цього небесного тіла.
16 травня 2015 року автоматична міжпланетна станція Dawn отримала найякісніше на сьогодні зображення таємничих білих плям на поверхні карликової планети Церера, а 23 травня 2015 року станція отримала зображення кратера Оккатор, де і були ці плями.
30 червня 2016 року основна програма місії космічного апарата Dawn офіційно завершена. Дані КА Dawn дозволили уточнити в сторону зменшення масу і розмір Церери. Апарат залишився на 35-км орбіті навколо планети.
Одним з ключових відкриттів місії стала присутність великої кількості води на Церері. На поверхні планети вода випаровується, проте під поверхнею її вдосталь, а геологічна активність вказує на періодичний вихід води назовні. У 2017 році вчені доповіли, що завдяки дослідженням місії Dawn їм вдалося знайти докази існування архаїчного глобального океану на Церері.

### Плани на майбутнє
Китайське національне космічне управління розглядає можливість відправлення місії до Церери, така потенціальна місія може почати реалізовуватись у другій половині 2020-х років.

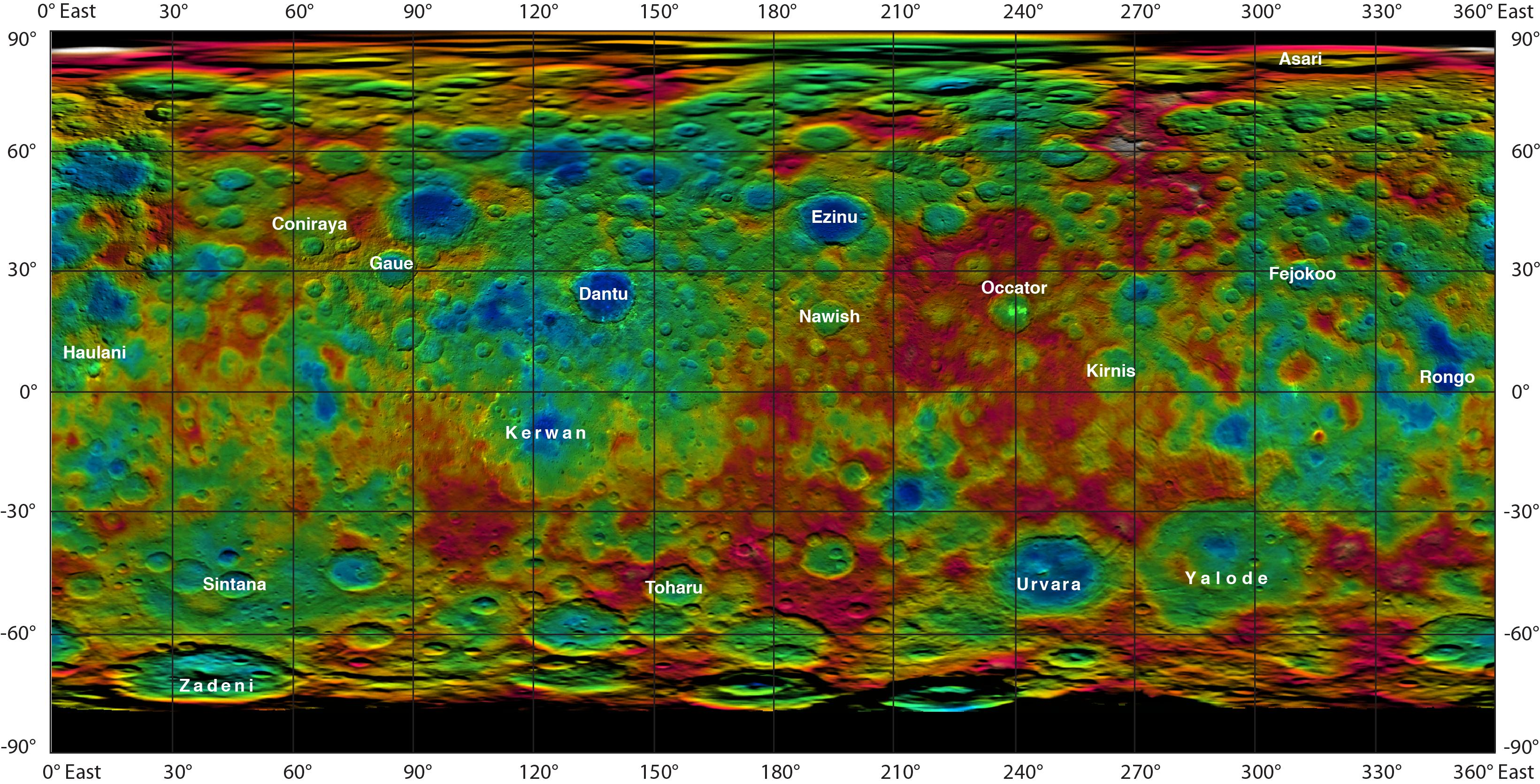
Назви 17 кратерів на карті висот поверхні Церери (червоні тони — високі ділянки, сині — низькі)

## Зноски
1. ↑   Ця швидкість викидів є скромною порівняно з розрахованою для приливних шлейфів Енцелада (менше за розміром тіло) та Європи (більше за розміром тіло), 200 кг/с[38] і 7000 кг/с,[39] відповідно.